# 1313

## Narození
- 8. července – Markéta Lucemburská, bavorská vévodkyně, nejstarší dcera Jana Lucemburského a Elišky Přemyslovny († 11. července 1341)
- 16. července – Giovanni Boccaccio, italský renesanční básník a novelista († 21. prosince 1375)
- ? – Izabela z Valois, vévodkyně bourbonská, dcera Karla z Valois († 26. července 1383)
- ? – Marie Portugalská, královna Kastilie, Leónu a Galície jako manželka Alfonse XI. († 18. ledna 1357)
- ? – Enguerrand VI. z Coucy, pán z Coucy, Marle, la Fère, Oisy a Havrincourtu († 26. srpna 1346)

## Úmrtí
Česko
- 3. září – Anna Přemyslovna, česká královna (* 15. října 1290)
- ? – Adelheida Opavská, opavská kněžna, manželka Mikuláše I. Opavského (* ?)

Svět
- 14. května – Boleslav I. Opolský, opolský kníže (* 1254/58)
- 20. května – Boleslav II. Mazovský, mazovsko-płocký kníže (* 1251)
- 10. srpna – Guido de Baisio, italský kanovník a právník (* ?)
- 24. srpna – Jindřich VII. Lucemburský, císař Svaté říše římské (* 12. července 1275/1276)
- 13. září – Notburga Ebenská, katolická světice (* 1265)
- 28. října – Alžběta Goricko-Tyrolská, vévodkyně rakouská a štýrská, římská královna (* 1262/1263)
- 18. listopadu – Konstancie Portugalská, kastilská královna jako manželka Ferdinanda IV. (* 3. ledna 1290)
- ? – Gugliemo Agnelli, italský sochař a architekt (* 1238)

## Hlavy států
Jižní Evropa
- Iberský poloostrov
  - Portugalské království – Dinis I. Hospodář
  - Kastilské království – Alfons XI. Spravedlivý
  - Aragonské království – Jakub II. Spravedlivý
- Itálie
  - Papež – **Klement V.
  - La serenissima – Giovanni Soranzo

Západní Evropa
- Francouzské království – Filip IV. Sličný
- Anglické království – Eduard II.
- Skotské království – Robert I. Bruce

Severní Evropa
- Norské království – Haakon V. Magnusson
- Švédské království – Birger Magnusson
- Dánské království – Erik VI. Menved

Střední Evropa
- Svatá říše římská – Jindřich VII. Lucemburský
  - České království – Jan Lucemburský
  - Hrabství henegavské – Vilém III. z Avesnes
  - Hrabství holandské – Vilém III. Holandský
  - Arcibiskupství brémské – Jan I.
- Polské knížectví – Vladislav I. Lokýtek
- Uherské království – Karel I. Robert

Východní a jihovýchodní Evropa
- Litevské velkoknížectví – Vytenis
- Moskevská Rus – Jurij III. Daniilovič
- Bulharské carství – Teodor Svetoslav
- Byzantská říše – Andronikos II. Palaiologos

Blízký východ a severní Afrika
- Osmanská říše – Osman I.
- Kyperské království – Jindřich II. Kyperský
- Mamlúcký sultanát – Al-Málik An-Násir Muhammad ibn Kalaún

Afrika
- Habešské císařství – Ouédem-Arad
- Malijská říše – Mansa Musa